# لورانس بيت
لورانس بيت (بالإنجليزية: Lawrence Pete)‏ هو لاعب كرة قدم أمريكية أمريكي، ولد في 18 يناير 1966 في ويتشيتا في الولايات المتحدة.

## وصلات خارجية
- لورانس بيت على موقع مرجع كرة القدم المحترفة.كوم (الإنجليزية)